# Deixis
Deixis – jedna z części procesu porozumiewania się, w której znaczenie słów, gestów i mimiki nie są ściśle określone, ale zależą także od szczególnego kontekstu czasowego (np. takie słowa, jak: „tutaj”, „tam”, „teraz”, „ten”, „tamten”, „ów”).
Nazwa pochodzi od gr. δειξις – pokaz, demonstracja, odniesienie; dla oznaczenia punktu odniesienia we współczesnym językoznawstwie wzięte od Chryzypa.